# Madagaskarrovdyr
Madagaskarrovdyr (Eupleridae) er en familie af rovdyr, der kun findes på Madagaskar (endemiske) og består af 10 kendte nulevende arter fordelt i to underfamilier. Arterne har da også traditionelt været grupperet sammen med desmerdyr. Således har arterne i underfamilien Euplerinae tidligere været klassificeret som civetter, mens alle arter i underfamilien Galidiinae blev klassificeret som desmerkatte.
Den nok bedst kendte art er fossaen (Cryptoprocta ferox) som er Madagaskars største rovdyr. Den minder i udseende om en lille, lavbenet puma, men som de øvrige medlemmer af gruppen skyldes ligheden alene konvergent evolution.
Nylige molekylære undersøgelser peger på at de 10 nulevende arter af madagaskarrovdyr udviklede sig fra en fælles stamform, der formodes at være sejlet på drivtømmer fra fastlandsafrika for 18-24 millioner år siden (sen Oligocæn - tidlig Miocæn).
Alle Madagaskarrovdyrene må betragtes som truede arter som følge af ødelæggelse af levesteder og konkurrence fra andre, indførte (ikke-endemiske) pattedyr.

## Taxonomi og fylogeni
- Familie Eupleridae
  - Underfamilie Euplerinae (Madagaskarcivetter)
    - Fossa , Cryptoprocta ferox
    - Østlig falanouk, Eupleres goudotii
    - Vestlig falanouk, Eupleres major
    - Fanaloka, fossa fossana

  - Underfamilie Galidiinae (Madagaskardesmerkatte)
    - Galidia elegans
    - Galidictis fasciata
    - stor stribet vontsira, Galidictis grandidieri
    - Mungotictis decemlineata
    - Salanoia concolor
    - Salanoia durrelli